# Алієв Азіз Мамед Керім-огли
Азіз Мамед Керім огли Алієв (азерб. Əziz Məmməd Kərim oğlu Əliyev; нар. 1 січня 1897, селище Хамамли Еріванського повіту, тепер у складі міста Єревана, Республіка Вірменія — 27 липня 1962, місто Баку, Азербайджан) — радянський діяч, ректор Азербайджанського державного університету і Азербайджанського державного медичного інституту, 1-й секретар Дагестанського обласного комітету ВКП(б). Доктор медичних наук (1938), професор (1956). Член Бюро ЦК КП(б) Азербайджану. Депутат Верховної Ради СРСР 1—3-го скликань. Дід президента Азербайджану Ільхама Алієва.

## Життєпис
Народився в родині торговця Мамедкеріма Кербалаї Курбаналі огли і Захри Ібрагім-бека кизи, які проживали в місті Ерівані (тепер Єреван). У 1918 році родина Алієвих перебралася спочатку в Нахічевань, а звідти — на початку 1920-х років — в Баку.
У 1917 році із золотою медаллю закінчив Єреванську гімназію і в тому ж році поступив до Військово-медичної академії в Петрограді, де навчався з 1 вересня 1917 по 29 травня 1918.
З 2 лютого по травень 1918 року — санітар-дезінфектор в дезинфекційно-ремонтній бригаді в Петрограді.
У вересні 1918 — травні 1920 року — помічник лікаря в селі Шахтахти (Нахічевань). З вересня 1920 по серпень 1921 року — помічник лікаря в селі Ереблер (регіон Південний Азербайджан, Персія (Іран)). У грудні 1921 — травні 1923 року — помічник лікаря в селі Шахтахти (Нахічевань).
19 червня — 14 вересня 1923 року — в апараті Ради Народних Комісарів Азербайджанської РСР в місті Баку.
У вересні 1923 — червні 1927 року — студент Азербайджанського медичного університету.
Член ВКП(б) з 1926 року.
У вересні 1927 — грудні 1929 року — ординатор кафедри діагностики медичного факультету.
Одночасно у жовтні 1928 — червні 1929 року — завідувач лікувального відділу Народного комісаріату охорони здоров'я Азербайджанської РСР. У липні — грудні 1929 року — заступник народного комісара охорони здоров'я Азербайджанської РСР і директор Азербайджанського клінічного інституту. У грудні 1929 — жовтні 1930 року — директор Азербайджанського клінічного інституту.
Одночасно у грудні 1929 — жовтні 1930 року — лаборант кафедри фармацевтики Азербайджанського медичного інституту. У лютому 1930 — квітні 1931 року — аспірант факультету терапії. У квітні — жовтні 1931 року — асистент кафедри патології Азербайджанського медичного інституту. У жовтні 1931 — травні 1932 року — аспірант Азербайджанського державного науково-дослідного інституту.
У жовтні 1931 — грудні 1937 року — асистент кафедри, у грудні 1937 — вересні 1939 року — доцент кафедри факультету терапії Азербайджанського медичного інституту. Захистив кандидатську, а потім — докторську дисертації.
1 червня 1932 — 30 серпня 1934 року — директор Азербайджанського державного медичного інституту.
1 квітня 1934 — 3 січня 1935 року — завідувач Бакинського міського відділу охорони здоров'я.
14 січня 1935 — 1 липня 1938 року — директор Азербайджанського державного медичного інституту. Одночасно у січні 1937 — 26 квітня 1937 року — ректор Азербайджанського державного університету.
21 липня 1938 — 17 травня 1940 року — секретар Президії Верховної Ради Азербайджанської РСР.
У вересні 1939 — березні 1941 року — народний комісар охорони здоров'я Азербайджанської РСР.
4 квітня 1941 — вересень 1942 року — 3-й секретар ЦК КП(б) Азербайджану.
7 квітня 1941 — 6 березня 1944 року — голова Верховної Ради Азербайджанської РСР.
23 вересня 1942 — 3 грудня 1948 року — 1-й секретар Дагестанського обласного комітету ВКП(б).
У січні 1949 — січні 1950 року — слухач Курсів перепідготовки при ЦК ВКП(б) у Москві.
15 січня — 16 лютого 1950 року — інспектор ЦК ВКП(б).
20 лютого 1950 — 5 вересня 1951 року — заступник голови Ради міністрів Азербайджанської РСР.
У вересні 1951 — листопаді 1952 року — директор науково-дослідного інституту відновлюваної хірургії і ортопедії Академії наук Азербайджанської РСР.
У листопаді 1952 — березні 1954 року — головний лікар клінічної лікарні № 3 імені Джапарідзе в селищі Сабунчі (околиці міста Баку).
У березні 1954 — 1959 року — директор науково-дослідного інституту відновлюваної хірургії і ортопедії Академії наук Азербайджанської РСР.
У жовтні 1959 — 27 липня 1962 року — директор Азербайджанського інституту вдосконалення лікарів в місті Баку.

## Нагороди
- два ордени Леніна (1942, 1944)
- орден Трудового Червоного Прапора (1943)
- орден Вітчизняної війни І-го ст. (1945)
- медалі
- Заслужений лікар Азербайджанської РСР (1960)